# 大托铺站
大托铺站是一个京广铁路上的铁路车站，位于湖南省长沙市天心区大托镇，建于1911年，目前为四等站，邮政编码为410111。现已不办理客运业务；货运办理整车货物发到。